# Myrtus nivellei
Myrtus nivellei là một loài thực vật có hoa trong Họ Đào kim nương. Loài này được Batt. & Trab. mô tả khoa học đầu tiên năm 1911.